# 劉鈺瑾
劉鈺瑾（1993年08月1日—），中國女演員，出生于上海，毕业于上海戲劇学院。2013年，参演都市爱情偶像剧《杉杉来了》，飾演黃世佳(佳佳)。2015年，参演都市情感剧《何以笙箫默》，飾演美婷（「袁向何律師事務所」助理律師）。2016年8月22日，参演的都市青春偶像剧《微微一笑很倾城》在东方卫视、江苏卫视首播，饰演蝶梦未醒。2017年，主演近代传奇大戏《生死迷情》饰演江城首富的女儿“杜慧珍”，性格大大咧咧，有勇无谋.同年，主演古装巨制魔幻大剧《钟馗捉妖记》出演美妖“雷英”  主演青春励志电影《一票青春》片中饰演女主人公“欧阳雪漫”；11月在《招摇》中，饰演身份复杂的“月珠”。

## 影视作品

### 电视剧
| 首播年份 | 剧名           | 角色     | 备注 |
| 2014年   | 杉杉來了       | 黃世佳   |      |
| 2015年   | 何以笙箫默     | 美婷     |      |
| 2016年   | 微微一笑很傾城 | 蝶夢未醒 |      |
| 2019年   | 招搖           | 月珠     |      |